# 西寶山戰鬥
西寶山戰鬥發生於1933年12月25日，地點則是在中國贛西（今地址不详，需要补充）。是國共內戰前期主要戰鬥之一。該戰鬥交戰一方為中華民國國民革命軍，另一方則為中國共產黨所領導之中國工農紅軍。